# Esperanto-Symbole

Esperantostern

Das traditionelle Esperantosymbol ist ein grüner, fünfzackiger Stern. Er wird von Esperantisten häufig als Erkennungszeichen in Form eines kleinen Ansteckers (häufig auf weißem Grund) getragen.

## Entstehung
Zur Entstehung dieses Symbols schreibt Zamenhof 1911:

„An die Entstehung unseres grünen Sterns kann ich mich nicht mehr gut erinnern. Es scheint mir, dass mich Herr Geoghegan einmal auf die grüne Farbe aufmerksam machte, und seit dieser Zeit gab ich meine Schriften in grünem Umschlag heraus. Über eine Broschüre, die ich zufällig mit grünem Umschlag herausgegeben hatte, bemerkte er mir gegenüber, dass das die Farbe seines Heimatlandes, Irlands sei. Dabei kam mir der Gedanke, dass wir diese Farbe ja als Symbol des Esperantos ansehen können. Was den fünfzackicken Stern angeht, scheint es mir, dass Herr de Beaufront ihn zuerst auf seiner Grammatik druckte. Das gefiel mir, und ich nahm das als Zeichen. Nachher erschien durch Assoziation ein Stern mit grüner Farbe.“

Die Assoziation mit der grünen Farbe kommt folgendermaßen zustande: Zamenhof hatte seine Sprache unter dem Pseudonym Dr. Esperanto veröffentlicht, Esperanto heißt Hoffender. Dieser Name übertrug sich später auf die Sprache selbst. Grün ist die Farbe der Hoffnung und daher natürlich auch Kennzeichen für Esperanto. Das aus dem Esperanto hervorgegangene Reformprojekt Ido verwendet in Abwandlung des Esperantosterns einen sechszackigen Stern, der allerdings nicht mehr grün ist.

## Flagge

Esperantoflagge

In Ausbau des grünen Sterns erschien auch die Esperantoflagge. Sie besteht aus einem grünen Hintergrund, auf dem sich in der linken oberen Ecke ein weißes Quadrat mit Esperantostern befindet.  Das Grün der Flagge soll die Hoffnung symbolisieren, das Weiß den Frieden und der fünfzackige Stern steht für die fünf Kontinente. Als Format der Flagge ist nach einer Empfehlung des Vorstandes des Weltesperantobundes UEA 3:2:1:0,35 (Länge:Höhe:weißes Quadrat:Umkreisradius des Sterns) gegeben. Der Grünton hat die CMYK-Farbwerte 79 %, 22 %, 99 %, 5 % (entspricht PANTONE 363 C).

## Jubiläumssymbol

Das Jubilea simbolo

Das ebenfalls grüne Esperanto-Ei oder Esperanto-Jubiläumssymbol (Esperanto: Jubilea simbolo), das zum 100-jährigen Bestehen der Sprache 1987 vom Flämischen Esperanto-Bund vorgestellt wurde, wird ebenfalls von Esperantisten als Erkennungssymbol verwendet. Es stellt zwei gegeneinander gestellte E dar, die in ihrer Form an eine stilisierte Weltkugel erinnern.

## Hymne
Als Hymne des Esperanto gilt Zamenhofs Gedicht La Espero, worin es um Weltfrieden, Eintracht und die andauernden Segnungen einer neutralen Sprache geht. Da die Vertonung nie einheitlich festgelegt wurde, existieren heute mittlerweile vier unterschiedliche Versionen davon.

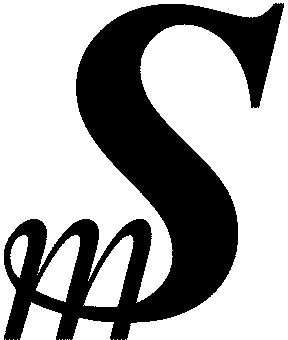
Symbol der obsoleten Esperanto-Währung.